# Bichling (Gemeinde St. Pantaleon)
Bichling (auch Pichling, in der lokalen Mundart Bi-ing) ist eine Einöde, welche zur Ortschaft Pirach gehört, in der Gemeinde St. Pantaleon, im Bezirk Braunau am Inn, in Oberösterreich.
Die Einöde Bichling, aus zwei Gehöften bestehend, dem Bichler- und dem Speiser-Hof, liegt am Bichlinger Berg an der Gemeindestraße zwischen Pirach und Söllham. Es führt auch ein Güterweg von Bichling über den Bichlinger Berg zum nahegelegenen Weiler Esterloh.